# Atemptats contra Alfons XII

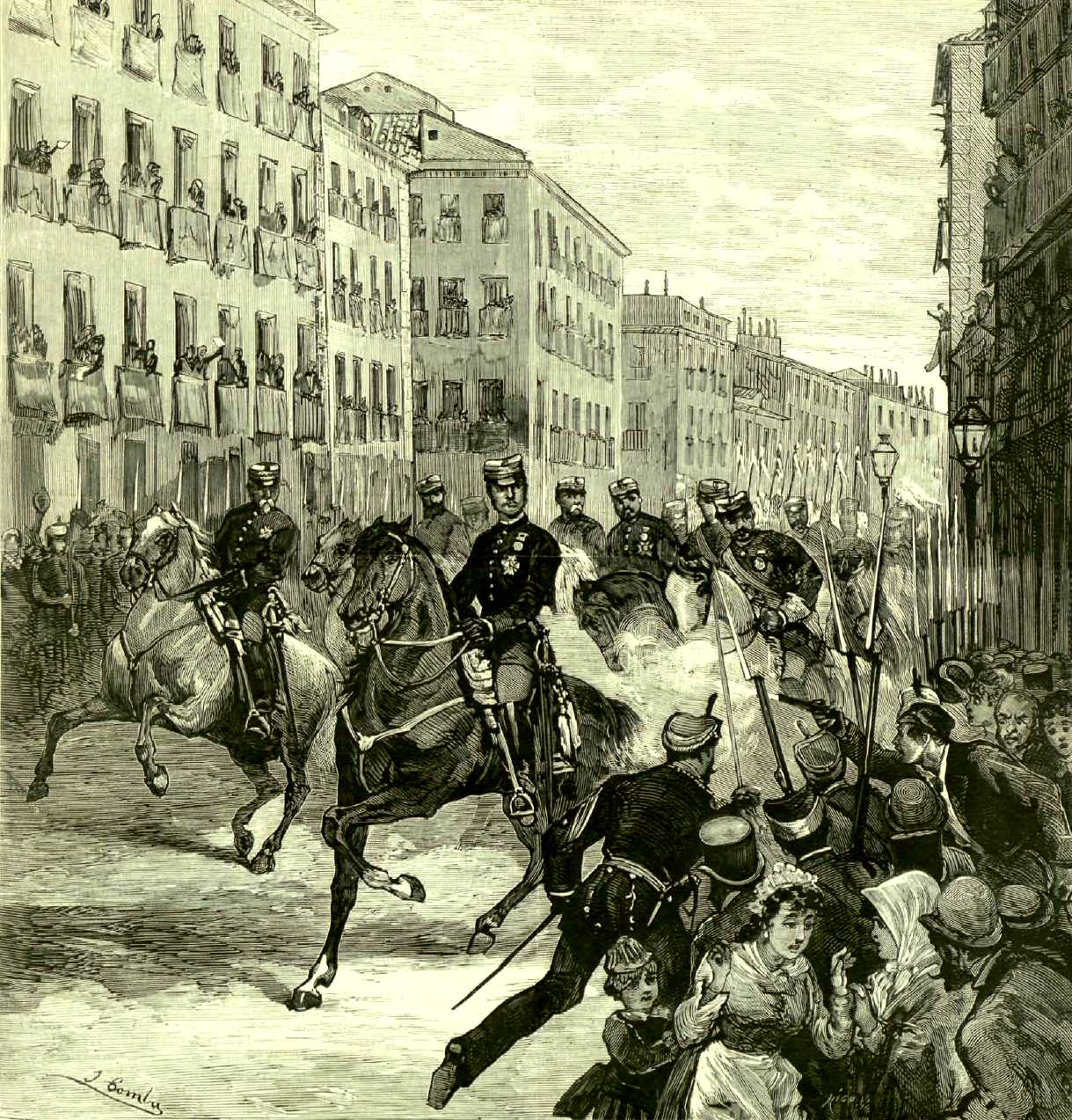
Gravat de l'època que reprodueix el moment en què l'obrer anarquista Joan Oliva Moncasi dispara contra el rei Alfons XII d'Espanya el 25 d'octubre de 1878.

Els dos atemptats contra Alfons XII, rei d'Espanya, van tenir lloc a l'octubre de 1878, el primer, i al desembre de 1879, el segon. Van ser perpetrats per anarquistes que aplicaven la nova estratègia de la propaganda pel fet aprovada per la Internacional anarquista al Congrés de Verviers celebrat en 1877. En les dues ocasions el rei Alfons XII va resultar il·lès i els autors respectius —l'obrer català Joan Oliva i Moncusi, del de 1878; i l'obrer gallec Francisco Otero González, del de 1879— van ser detinguts, jutjats i executats mitjançant garrot vil.

## Antecedents
Des de 1874 la Federació Regional Espanyola de l'Associació Internacional de Treballadors (FRE-AIT) estava prohibida i a conseqüència d'això estava sent objecte d'una dura repressió —uns dos mil internacionalistes van ser deportats a les illes Filipines i a les illes Marianes; i a mitjan 1877 més de cent seguien a la presó. L' «obligat abandó de la lluita societària, quotidiana i laboralista», segons Josep Termes, va contribuir a la radicalització de la FRE-AIT, que subsistia en la clandestinitat, però aquest fet també es va deure a l'evolució del moviment anarquista europeu cap a posicions favorables a l'ús de la violència per influència del populisme i del nihilisme rus, que es van concretar al Congrés de Verviers de 1877 amb l'aprovació de la política de la «propaganda pel fet» —que també va ser recolzada pel delegat de la FRE Tomás González Morago—

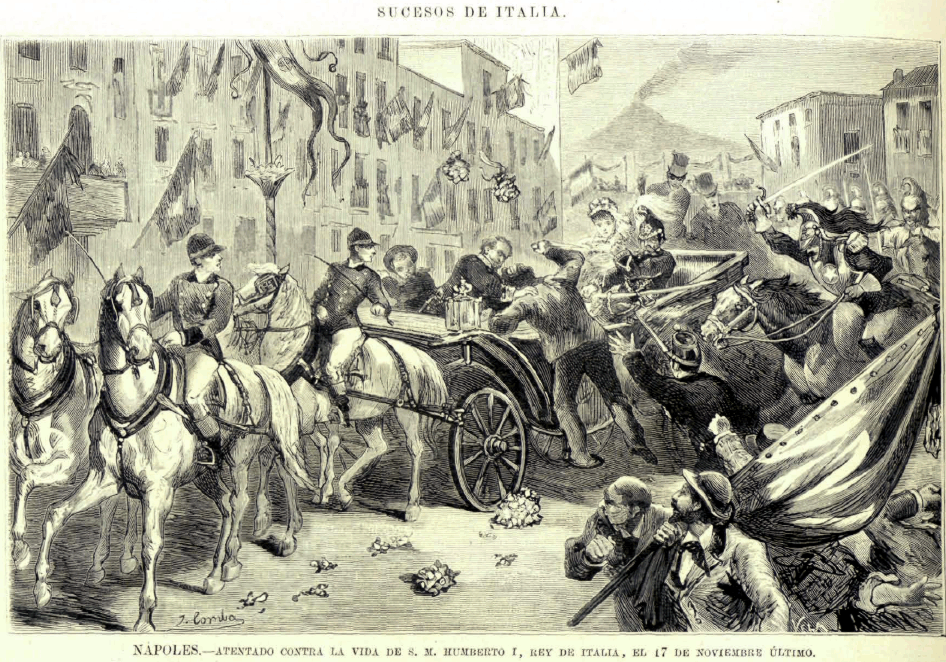
Atemptat de Giovanni Passannante contra el rei d'Itàlia Humbert I (17 de novembre de 1878).

Encara que inicialment la «propaganda pel fet» es referia sobretot a l'acció insurreccional, va començar a aplicar-se als atemptats individuals, seguint l'exemple del perpetrat al febrer de 1878 per Vera Zassúlitx que va disparar i va ferir al coronel Trepov, cap de policia de Sant Petersburg, i que va causar un enorme impacte a Rússia i fora d'ella. Als pocs mesos l'emperador Guillem I va sofrir dos atemptats fallits perpetrats pels anarquistes alemanys Emil Hoedel i Carl Nobiling. Al novembre l'anarquista italià Giovanni Passannante va intentar posar fi a la vida del rei d'Itàlia Humbert I. Un mes abans s'havia produït el primer atemptat contra el rei d'Espanya Alfons XII, també obra d'un anarquista.

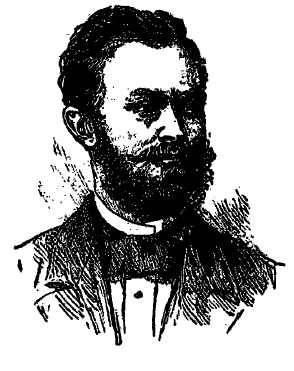
Retrat de Karl Nobiling, qui intentà assassinar el kaiser Guillem I.

Sobre els atemptats contra l'emperador alemany el periòdic L'Avant-Garde, òrgan de la federació francesa de la Internacional anarquista editat a La Chaux-de-Fonds, al Jura suís, per Paul Brousse —a qui precisament s'atribueix la invenció del terme «propaganda pel fet»—, i on col·laborava l'anarcocomunista Piotr Kropotkin, va publicar un article en el qual va fer l'apologia de l'atemptat, encara que amb matisos, com a mitjà de propaganda de les idees anarquistes:
| « | La idea avança recolzant-se en dues forces que es complementen: la influència de l'acte, el poder de la teoria. I si una d'aquestes forces influeix més que l'altra, es tracta de l'Acte, no de la Teoria. Això és d'altra banda fàcil d'entendre… Compteu els abonats obrers de tots els periòdics, els obrers que compren fullets, els que freqüenten les assemblees i feu la suma. Compteu després la massa de treballadors i compareu. No trobareu un obrer sobre mil que pugui desenvolupar-se seriosament i instruir-se teòricament. Però si… Hoedel dispara i falla; Nobiling dispara i fereix… ningú pot romandre fred, indiferent. A favor o en contra, tothom s'agita. Què volen, doncs, aquests assassins?, es pregunten l'obrer que va a la fàbrica i el camperol que es dirigeix cap a l'arada. […] Però heus aquí un fet més poderós encara perquè és més fàcil d'entendre. Una comuna proclama la seva independència enfront del poder central i uns home, republicans com en 1792, socialistes com l'eren ja en 1871, estableixen, organitzen i fan funcionar el sistema polític que prefereixin… Nosaltres no hem armat la pistola de Hoedel, ni introduït cartutxos en la carabina de Nobiling, perquè sabíem en primer lloc que el regicidi és una propaganda purament republicana, i a més que és molt fàcil desnaturalitzar les intencions dels executors. | » |

Les conferències «comarcals» (entengui's, regionals) de la Federació Regional Espanyola celebrades al setembre de 1878 també van manifestar la seva simpatia pels autors dels atemptats contra Guillem I, «homes que han tingut prou ànim i bona voluntat per atemptar contra la vida dels opressors i explotadors del gènere humà i molt principalment contra els quals impedeixen el desenvolupament de les idees anarco-col·lectivistes».

## Primer atemptat
El primer atemptat contra Alfonso XII va tenir lloc el 25 d'octubre de 1878. El jove obrer boter català Joan Oliva i Moncusí, admirador de Hoedel i Nobiling —segons un periòdic havia dit que «no hi havia aquí a Espanya un home capaç d'imitar-los»- va disparar dos trets contra el rei sense tocar-lo quan aquest feia la seva entrada a Madrid de tornada d'un viatge pel nord d'Espanya.. Va ser detingut immediatament i el 4 gener de 1879 va ser executat mitjançant garrot vil. El periòdic L'Avant-Garde, que va lloar la valentia d'Oliva i el seu «gran servei a la revolució», va publicar la següent nota d'un grup d'anarquistes espanyols en suport de l'atemptat:
| « | Oliva, encara que no tingui una educació socialista profunda, no deixa de ser un revolucionari de cor i d'instint, i nosaltres acceptem la solidaritat moral que ens correspon en la seva temptativa. El regicidi no és certament l'objectiu de la nostra associació; ni tan sols és un dels mitjans que hem escollit… Guerra a les institucions… i en la mesura del possible pau als homes, tal ha estat durant molt temps la nostra divisa. Però, després de les grans desgràcies i els immensos sacrificis que aquesta generosa tàctica ens ha costat i ens segueix costant cada dia, seria per la nostra banda una ingenuïtat no reconèixer que hi ha homes que són un veritable obstacle per a la transformació de les institucions, i que aquestes no podran ser canviades promptament sense fer desaparèixer tals obstacles. […] Alfons XII és a més… la clau de volta d'aquest ordre burgès. Com no té successor legítim, la seva mort significaria necessàriament la revolució a Espanya. Ara bé, s'ha dit amb raó que se sap com comencen les revolucions, però no com acaben. […] La policia d'aquest país… revela en tots els seus actes la més odiosa arbitrarietat. Com és probable que els internacionalistes vagin a sofrir-la, no crec equivocar-me en presagiar que retornaran cop per cop i seguiran el camí que tan bé han mostrat els seus germans de Rússia. | » |

## Segon atemptat
El segon atemptat va tenir lloc un any i dos mesos després. El 30 de desembre de 1879, quan els reis tornaven de passejar pels Jardins del Retiro, Francisco Otero González, de 20 anys, els va disparar gairebé a boca de canó sense ferir-los. Otero, nascut a Lendín, província de Lugo, però resident a Madrid, tenia una pastisseria que amb prou feines li donava per viure a ell i a la seva companya, per la qual cosa va pensar a suïcidar-se, però algú li va dir que millor que atemptés contra el rei. Va ser executat mitjançant garrot vil el 14 d'abril de 1880.
De nou la premsa anarquista europea es va fer ressò del succés, encara que aquesta vegada es va limitar a relatar l'ocorregut. La Revolte, que havia succeït a L'Avant-Garde després de la seva clausura per ordre de les autoritats suïsses, va arribar a afirmar que si l'atemptat hagués tingut èxit la monarquia a Espanya hauria caigut. Segons l'historiador Juan Avilés Farré, aquest sembla haver estat el propòsit dels atemptats contra el rei, que aleshores no tenia hereu: «crear un buit de poder que propiciés un alçament republicà, que ells [els anarquistes] tractarien de conduir cap a la revolució social».